# Ravian en Laureline

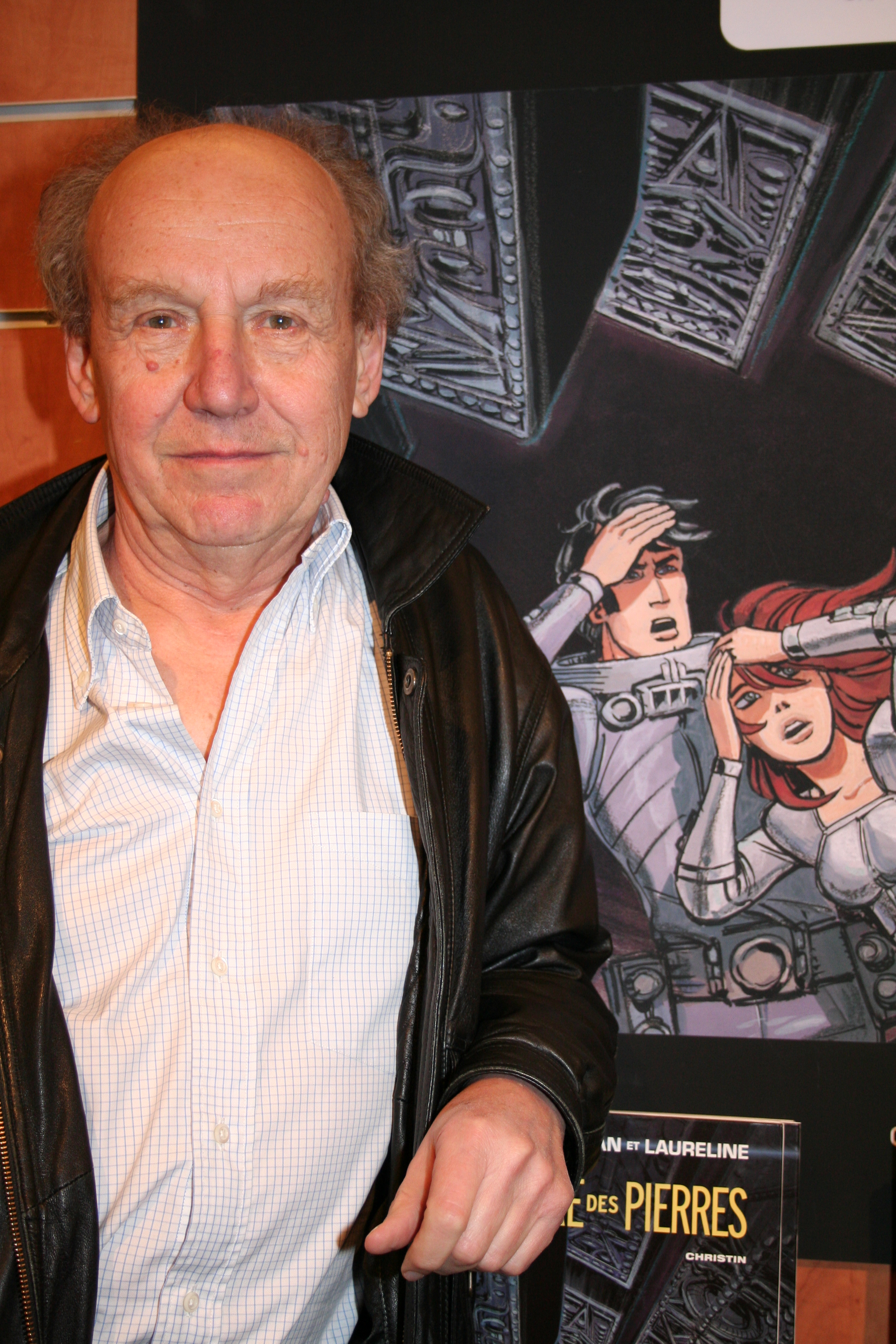
Jean-Claude Mézières in Parijs, februari 2007.

Ravian en Laureline (originele titel: Valérian et Laureline) is een Franse stripreeks getekend door Jean-Claude Mézières met scenario's van Pierre Christin.
Tot 2007 heette de reeks Ravian, tijd/ruimte-agent (originele titel: Valérian, agent spatio-temporel). De serie concentreert zich rond de avonturen van tijd-ruimteagent Ravian, en z'n roodharige mede-agente Laureline, op hun reizen door het universum in tijd en ruimte. 

## Inhoud
De oorspronkelijke situering van de serie is in de 28ste eeuw. De mensheid heeft de middelen ontdekt om herhaaldelijk door tijd en ruimte te reizen. Galaxity, de hoofdstad, is het middelpunt van het Aardse Galactische wereldrijk. Het grootste deel van de mensheid leeft in een soort droomtoestand, in een virtuele realiteit die bestuurd wordt door de "Technocraten van de Eerste Cirkel". Er is een "tijd-ruimte dienst" die de planeten van het Aardse Imperium beschermt en bewaakt tegen tijdparadoxen, veroorzaakt door schelmachtige tijdreizigers. Ravian en Laureline zijn twee van deze tijd-ruimte agenten in de "tijd-ruimte dienst".
De stripreeks zelf concentreert zich rond de avonturen van tijd-ruimteagent Ravian en zijn collega Laureline op hun reizen door het universum. Ravian is een klassieke antiheld, krachtig en onverschrokken, maar met de neiging orders van hogerhand op te volgen, zelfs als dat tegen z'n gevoel indruist. Aan de andere kant, weet zijn vrouwelijke compagnon Laureline seksuele aantrekkingskracht, intelligentie en onafhankelijkheid uit te stralen, wat haar tot een van de opvallende sciencefiction-heldinnen maakt. Beïnvloed door de klassieke sciencefiction-literatuur weet deze serie een combinatie te maken tussen een ruimte-opera en tijdreizen. Christins scripts zijn opmerkelijk door hun humor en liberaal-politieke stellingname, terwijl Mézières' tekenwerk uitblinkt door de uitbeelding van buitenaardse werelden en wezens, die Ravian en Laureline op hun avonturen kruisen.

### Chronologie
In de albums zit een deels doorlopend verhaal met een chronologie die verstoord wordt doordat er door de tijd gereisd wordt.
- 1000 Laureline redt Ravian in de bossen van Aurelaune
- 1980 Manipulatie in Frankrijk en Brooklyn vanuit Rubanis en Hypsis
- 1985 Neutralisatie aan de Noordpool van de nucleaire dreiging van Hypsis
- 1986 Ontploffing van het bommenarsenaal op de Noordpool, met vloedgolf die New York tot ver in het achterland overspoelt. Begin van de donkere jaren van het Tijd-ruimtecontinuüm.
- 1988 Jal reist terug naar de aarde om de Galaxity wederom te doen herrijzen.
- 2713 Ravian reist vanuit Galaxity terug in de tijd
- 2720 Problemen in Galaxity veroorzaakt door Xombul
- 3005 De Aarde is gekozen om het Centrale Punt voor een jaar voor te zitten.
- 3152 Galaxity wordt uit de tijd-ruimte verbannen

## Personages

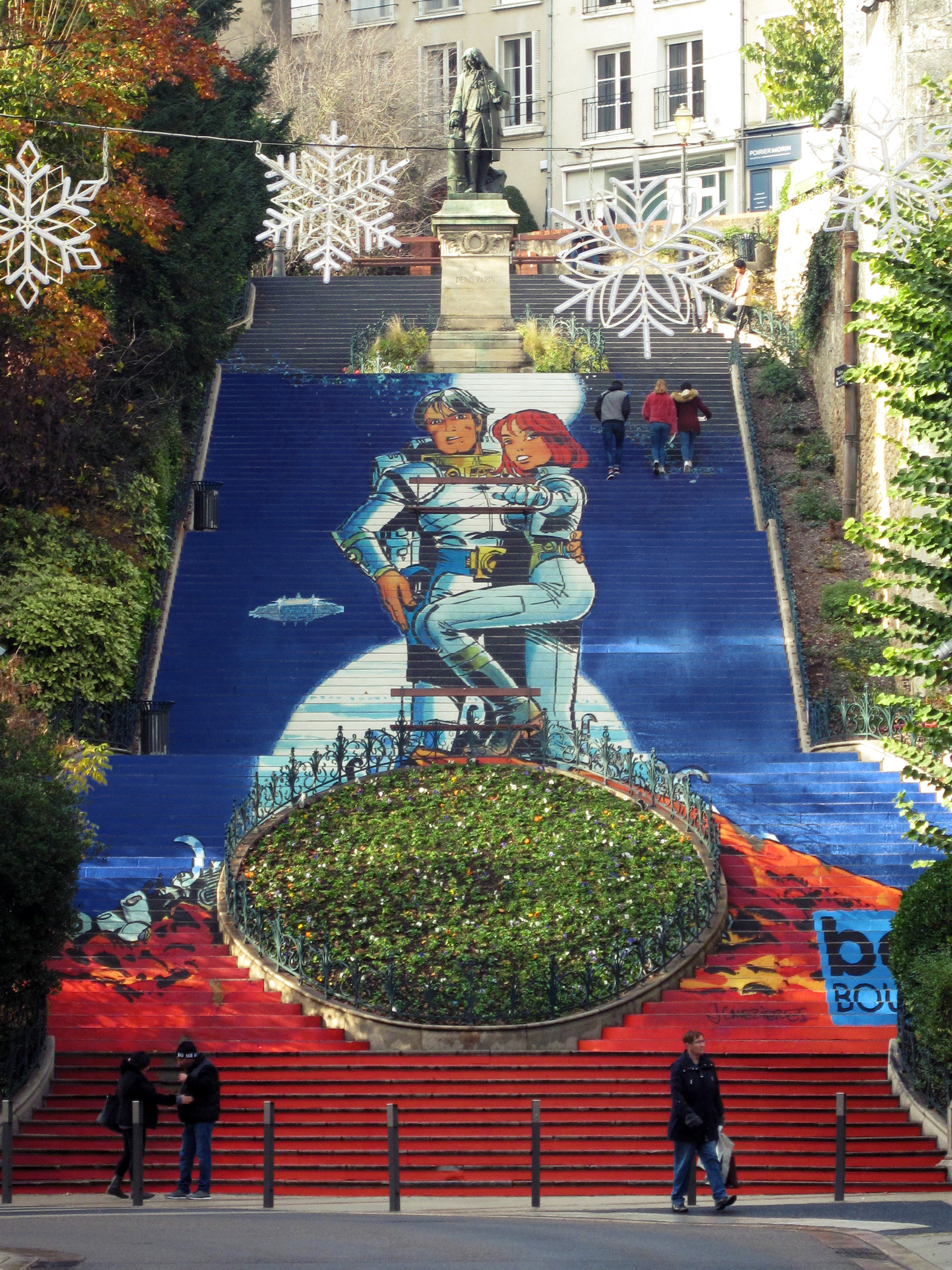
Schildering van Ravian en Laureline ter ere van een stripfestival in Blois

### Ravian
Ravian (oorspronkelijk Valérian in het Frans) is geboren op Aarde, in Galaxity, de hoofdstad van de Aarde en van het Galactische wereldrijk. Ravian begon bij de Tijd-Ruimte Dienst in het jaar 2713. Hem is geleerd te denken dat Galaxity altijd gelijk heeft. Zelfs als hij orders ontvangt die tegen zijn rechtsgevoel ingaan, zal hij ze toch opvolgen. Hij is meer een man van actie dan een persoon die geduldig zijn verdere stappen zit af te wegen.
In de eerste verhalen komt Ravian naar voren als een typische nonchalante held, die sterk en onafhankelijk is, maar af en toe 'ook maar wat doet'. Ravian is geen superheld met bijzondere krachten. Qua uiterlijk lijkt hij op de Franse zanger Hugues Aufray, door wie de makers zich lieten inspireren. Een grappige noot in het begin is dat hoewel hij een tijdruimte agent is, hij toch altijd net te laat komt, vooral als hij door zijn baas wordt gecommandeerd. Later in de serie wordt Ravian steeds meer geportretteerd als stuurloos en gedemotiveerd. In Land zonder sterren wordt hij flink aangeschoten van de zelfgestookte drank van de kolonisten. In De vale schepper ziet historicus Jadna hem als enkel nuttig als kanonnenvlees, en in De helden van equinox komt hij voor als hopeloos incompetent ten opzichte van de helden waarmee hij zich meet. Hoewel hij toegewijd is aan Laureline laat hij zich toch verleiden door andere vrouwfiguren, zoals in De helden van equinox en Brooklyn station, eindpunt Kosmos.
De oorspronkelijke naam "Valérian" heeft een Slavische oorsprong en betekent "stoer" of "moedig". Dit karakter is gecreëerd door Mézières en Christin als reactie op de onvermoeibare padvinder Kuifje en de Amerikaanse superhelden, die in die tijd in de Franse strips figureerden. In plaats hiervan zochten zij een "banaal karakter" met buitenissige bekwaamheden. Uiteindelijk heeft Christin toch het idee gehad dat hij te ver was doorgeschoten en dat het personage Ravian te oppervlakkig was geworden. Sinds Verschijningen op Inverloch maakt Ravian weer een meer sympathieke indruk en neemt hij een groter deel van de actie voor zijn rekening.

### Laureline
In tegenstelling tot Valerian is Laureline niet in de toekomst geboren maar in de Middeleeuwen. In het eerste verhaal ontmaskerd ze Ravian als tijdreiziger en moet hij haar noodgedwongen meenemen. Ze wordt daarna opgeleid als ruimte-tijdagent. In de eerste verhalen staat ze nog in de schaduw van Ravian maar dit verandert gaandeweg. Laureline heeft een andere mentaliteit waardoor ze in staat is om de opdrachten van hun superieuren ter discussie te stellen. Dit in tegenstelling tot Ravian die blindelings gehoorzaamt. Ze is zelfstandiger en gooit regelmatig haar charmes in de strijd.

### Meneer ("oom") Albert
Meneer Albert is een wat oudere man (rond de zestig) die woont in het Parijs van de jaren tachtig van de twintigste eeuw. Hij staat in contact met de organisatie van Galaxity en helpt Valerian en Laureline wanneer ze in zijn tijd een missie uitvoeren. Deze levensgenieter met licht overgewicht is hulpvaardig en praktisch ingesteld.

### De Shingouz
De Shingouz zijn drie buitenaardse wezens. Ze worden ook wel het informantendrietal genoemd omdat ze altijd wel nuttige kennis hebben die ze zo duur mogelijk proberen te verkopen. De bruine wezen met een vacht, vleugels en een lange snuit komen uit een wereld die uiterst kapitalistisch is. Ravian en Laureline hebben een band met deze drie opgebouwd maar die is niet altijd even makkelijk. Laureline weet de drie vaak goed te bespelen. De Shingouz kunnen goed tegen sterke drank en dat drinken ze dan ook veel.

### Andere personages
- de Glapum'taan Ralph (de inktvis-achtige mathematicus)
- De Schniarfer
- Ky-Gaï
- Xombul
- Sun Rae
- Schroeder
- Kristna
- Jal
- Triumvir Na-Zultra
- Triumvir S'traks
- Kolonel Tloc

## Publicatiegeschiedenis
Deze strip verscheen voor het eerst onder de titel Valérian in november 1967 in het Franse stripblad Pilote en werd in Nederland gepubliceerd in 1968, in het stripblad Pep. Dit eerste verhaal, De vierde Dimensie, verscheen evenals het vervolg, Aarde in Vlammen in eerste instantie niet in album-vorm. Pas in 1986 werden de beide verhalen, verkort tot één album in Nederland uitgebracht, als prequel op het eerste officiële album Het Woedende Water.
In 2010 eindigde Ravian met het 21ste verhaal, De Tijdopener, als slot van de reeks. Ravian en Laureline hebben voor hun finale doel de hulp van zo veel mogelijk "zuivere zielen" nodig. Ze doen hiervoor een beroep op de opmerkelijkste vrienden en personages uit al hun voorgaande reizen en avonturen, om verleden, heden en toekomst in dit epos nog eenmaal te verweven.
Naast deze lange verhalen zijn er ook een zevental korte verhalen verschenen in de Pep Parade pockets verschenen:
- De waanzinnige verzamelaar
- Het raderwerk van Uxgloa
- De rampplaneet
- De asteroide Tsirillitis
- Het ding Fflumgluff
- De planeet Malpalm
- Triomf der techniek

## Albums
| Deel | Nummering | Titel                                        | 1e druk | Bundel |
| ---- | --------- | -------------------------------------------- | ------- | ------ |
| 1    | 0         | 1968: De vierde dimensie                     | 1968    | 1      |
| 2    | 1         | 1969: Het woedende water en Aarde in vlammen | 1973    | 1      |
| 3    | 2         | 1970: Het keizerrijk der 1000 planeten       | 1973    | 1      |
| 4    | 3         | 1971: Land zonder sterren                    | 1974    | 2      |
| 5    | 4         | 1972: Het verloren volk                      | 1974    | 2      |
| 6    | 5         | 1974: Vogels van de Meester                  | 1975    | 2      |
| 7    | 6         | 1975: De ambassadeur der schaduwen           | 1976    | 3      |
| 8    | 7         | 1976: De vale schepper                       | 1978    | 3      |
| 9    | 8         | 1978: De helden van equinox                  | 1979    | 3      |
| 10   | 9         | 1980: Halte Chatelet richting Cassiopeia     | 1981    | 4      |
| 11   | 10        | Brooklyn station, eindpunt Kosmos            | 1981    | 4      |
| 12   | 11        | Verschijningen op Inverloch                  | 1984    | 4      |
| 13   | 12        | De banvloek van Hypsis                       | 1985    | 4      |
| 14   | 13        | Aan de grenzen                               | 1988    | 5      |
| 15   | 14        | De levende wapens                            | 1990    | 5      |
| 16   | 15        | De sferen van de macht                       | 1994    | 5      |
| 17   | 16        | Gijzelaars van het Ultralum                  | 1996    | 6      |
| 18   | 17        | De wees van de sterren                       | 1998    | 6      |
| 19   | 18        | Onzekere tijden                              | 2001    | 6      |
| 20   | 19        | Aan de rand van het grote niets              | 2004    | 7      |
| 21   | 20        | De orde van de megalieten                    | 2007    | 7      |
| 22   | 21        | De Tijdopener                                | 2010    | 7      |
| 23   | 22        | Herinneringen aan de toekomst                | 2014    |        |
| 24   | 23        | Herinneringen aan de toekomst deel 2         | 2019    |        |

### Bundels
In 2017 werden, naar aanleiding van de productie van de speelfilm, door de uitgeverij Dargaud alle delen opnieuw uitgegeven als hardcover bundels met drie of vier delen per bundel.
Deze worden ook in het Nederlands uitgebracht als "Ravian Integraal", in een nieuwe vertaling en belettering. De zeven delen zijn tussen juli 2017 en juni 2018 verschenen.

## Bewerkingen

### Spin-off: Ravian door... (2011-heden)
Ravian door... (Frans: Valérian, vu par...) is een stripreeks en een spin-off van deze stripreeks. Net zoals de stripreeks Een verhaal van Robbedoes en Kwabbernoot door... worden de verhalen getekend door andere auteurs.
Het eerste album van Manu Larcenet verscheen in 2011. Het tweede album werd getekend door Mathieu Lauffray en geschreven door Wilfrid Lupano. Het album verscheen in 2017.
1. Het pantser van de Jakolass (2011)
2. Shingouzlooz Inc. (2017)

### Televisieserie: Valérian et Laureline (2007-2008)
Valérian et Laureline is een Frans-Japanse animeserie gebaseerd op deze stripreeks. Er verschenen veertig afleveringen van 2007 tot 2008.

### Film: Valerian and the City of a Thousand Planets (2017)
Valerian and the City of a Thousand Planets is een Franse Engelstalige film uit 2017. Deze film is losjes gebaseerd op het album De ambassadeur der schaduwen.

## Trivia
- De wereld in de Luc Besson film The Fifth Element is voor een groot deel ontworpen door Jean-Claude Mézières. Veel van de scènes in deze film komen dan ook overeen met plaatjes uit de latere Ravian-albums. Ook Leeloo, de roodharige heldin in de film (Milla Jovovich) vertoont veel overeenkomsten met Laureline.
- Het slotplaatje in De vale schepper, is een hommage aan het schilderij: Lunch van de roeiers (Le déjeuner des Canotiers) uit 1881 van Pierre-Auguste Renoir.